# Hugo Haas
Hugo Haas (n. 19 februarie 1901, Brünn, Austro-Ungaria – d. 1 decembrie 1968, Viena, Austria) a fost un actor, regizor și scenarist evreu ceh expatriat. A apărut în peste 60 de filme din 1926 până în 1962 și a regizat 20 de filme între 1933 și 1962.

## Viață și carieră
Haas s-a născut în Brno, Austria-Ungaria (acum în Republica Cehă), și a decedat la Viena, Austria, din cauza complicațiilor provocate de astm. El și fratele său Pavel Haas⁠(d) au studiat vocea la Conservatorul din Brno sub compozitorul Leoš Janáček. Pavel Haas a fost un compozitor foarte cunoscut înainte de a fi ucis la Auschwitz în 1944.

### Teatru și film cehoslovac

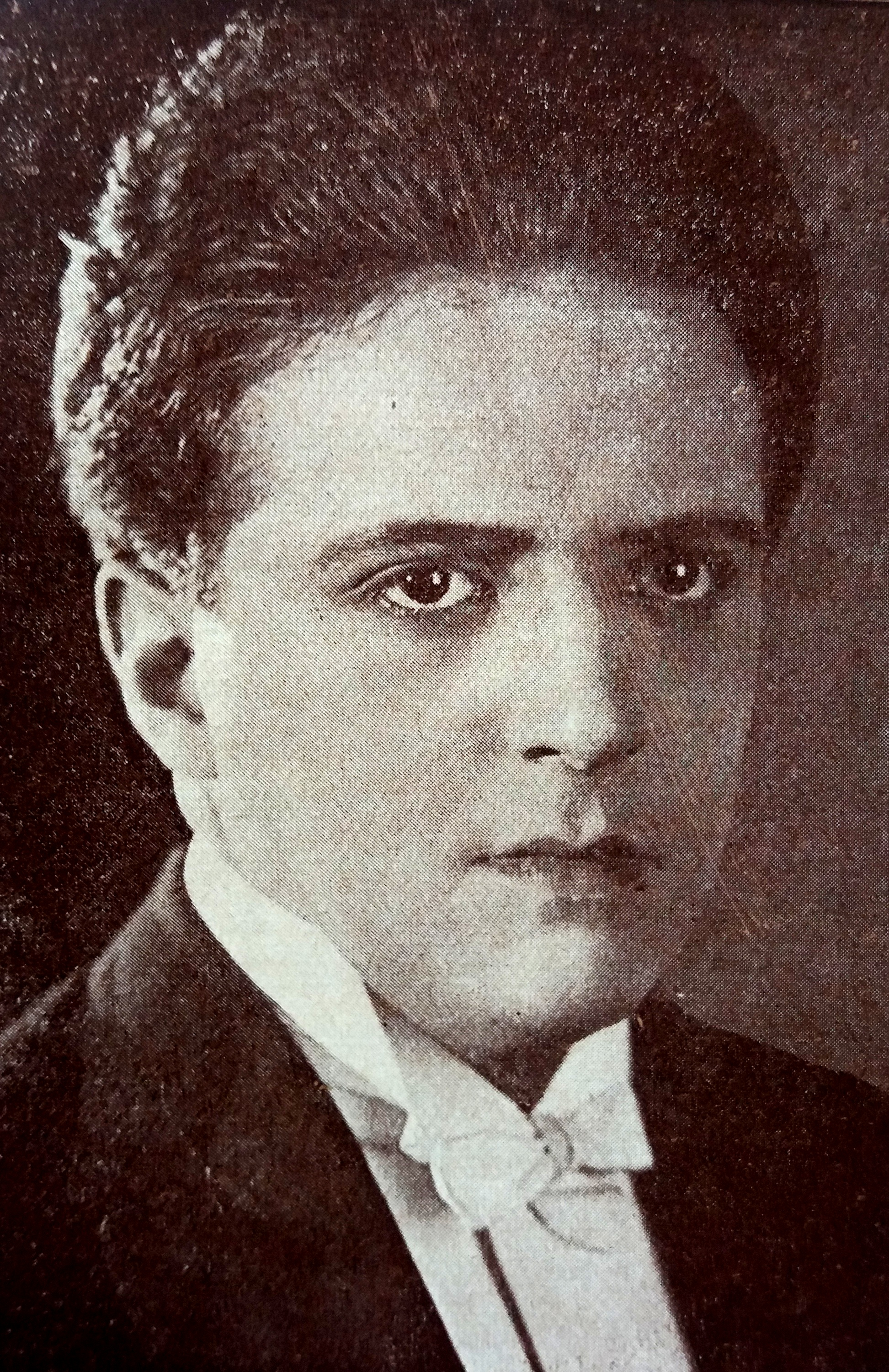
Hugo Haas în 1925

După ce a absolvit conservatorul în 1920, Hugo Haas a început să joace la Teatrul Național din Brno, la Ostrava și la Olomouc. În 1924, s-a mutat la Praga și a apărut în mod regulat la Teatrul Vinohrady, unde a rămas până în 1929. 
În 1930, Karel Hugo Hilar (Karel Bakule) l-a făcut pe Haas membru al companiei de teatru a Teatrului Național din Praga, unde a rămas până la emigrarea sa în 1939. Unul dintre rolurile sale foarte apreciate a fost cel al doctorului Galén în Bílá nemoc (Boala albă), piesă pe care Karel Čapek a scris-o special pentru el. Ultimul său rol la Teatrul Național a fost cel al directorului Jacob Berman în R.U.R. de Karel Čapek.
Haas a debutat în film ca notarul Voborský în filmul mut Jedenácté přikázání (A unsprezecea poruncă) în 1923. (Doisprezece ani mai târziu a jucat din nou același rol în Jedenácté přikázání, regizat de Martin Frič.) 
Odată cu apariția filmului sonor, Haas și-a dovedit talentul de comediant în Muži v offsidu (1931) de Svatopluk Innemann. 
Până în 1938, Haas a jucat în aproximativ 30 de filme. 
În 1936 a regizat primul său film Cămila prin urechea unui ac (Velbloud uchem jehly) (împreună cu Otakar Vávra). Mai târziu a regizat Kvočna (coloana sonoră a filmului a fost compusă de fratele său Pavel), Boala albă și Co se šeptá. Ultima sa comedie în Cehoslovacia a fost Andula vyhrála⁠(d) în regia lui Miroslav Cikán⁠(d), care a apărut în cinematografe în 1938.

### Emigrare
În urma Acordului de la München din 1938 și a ocupației germane a Cehoslovaciei la începutul anului 1939, Hugo Haas a fost demis de la Teatrul Național din cauza originii sale evreiești.
În aprilie, el și soția sa, Maria von Bibikoff au fugit prin Paris și Spania și apoi din portul Lisabona în portul New York City în octombrie-noiembrie 1940. Fiul lor Ivan a fost primit de fratele său Pavel. Tatăl lui Hugo Haas, Lipmann (Zikmund) Haas și fratele Pavel au murit în lagărele de concentrare naziste în timpul Holocaustului .

### Statele Unite ale Americii
Pe la mijlocul anilor 1940, Haas a devenit un actor de caracter în filmele americane. În 1951, el a început o carieră de succes, deși neaclamată, ca regizor de film la Hollywood, cu un șir de melodrame de film B, având de obicei în rolurile principale actrițe blonde în rolul unor femei fatale. Haas, de obicei, s-a distribuit în filme în rolul principal masculin, dar rolul feminin a dominat aproape întotdeauna povestea și a fost de obicei promovat exclusiv pe afișele de film. Lucrarea sa include și drama emoționantă The Girl on the Bridge (1951) – pe care a co-scris, regizat-o și jucat-o – despre un ceasornicar amabil care, după ce și-a pierdut soția și familia în Holocaust, se împrietenește, se căsătorește și are o a doua familie cu o tânără pe care o salvează de la sinucidere.
Cleo Moore⁠(d) a jucat în șase filme ale lui Haas, devenind o vedetă de film binecunoscută în acea epocă. Alte actrițe care au jucat în filmele lui Haas au fost Beverly Michaels⁠(d) și Carol Morris⁠(d). Filmele lui Haas au avut în general recenzii slabe, dar au fost însoțite în mare parte de succes comercial și, ocazional, filmele au prezentat nume binecunoscute, inclusiv Eleanor Parker⁠(d), John Agar, Vince Edwards⁠(d), Rock Hudson, Joan Blondell⁠(d), Agnes Moorehead, Julie London⁠(d), Corinne Griffith⁠(d) și Marie Windsor.
Ultimul film al lui Haas, Paradise Alley, a fost respins de marile studiouri și a rămas nelansat timp de peste trei ani, apărând în cele din urmă într-o serie limitată în 1962.

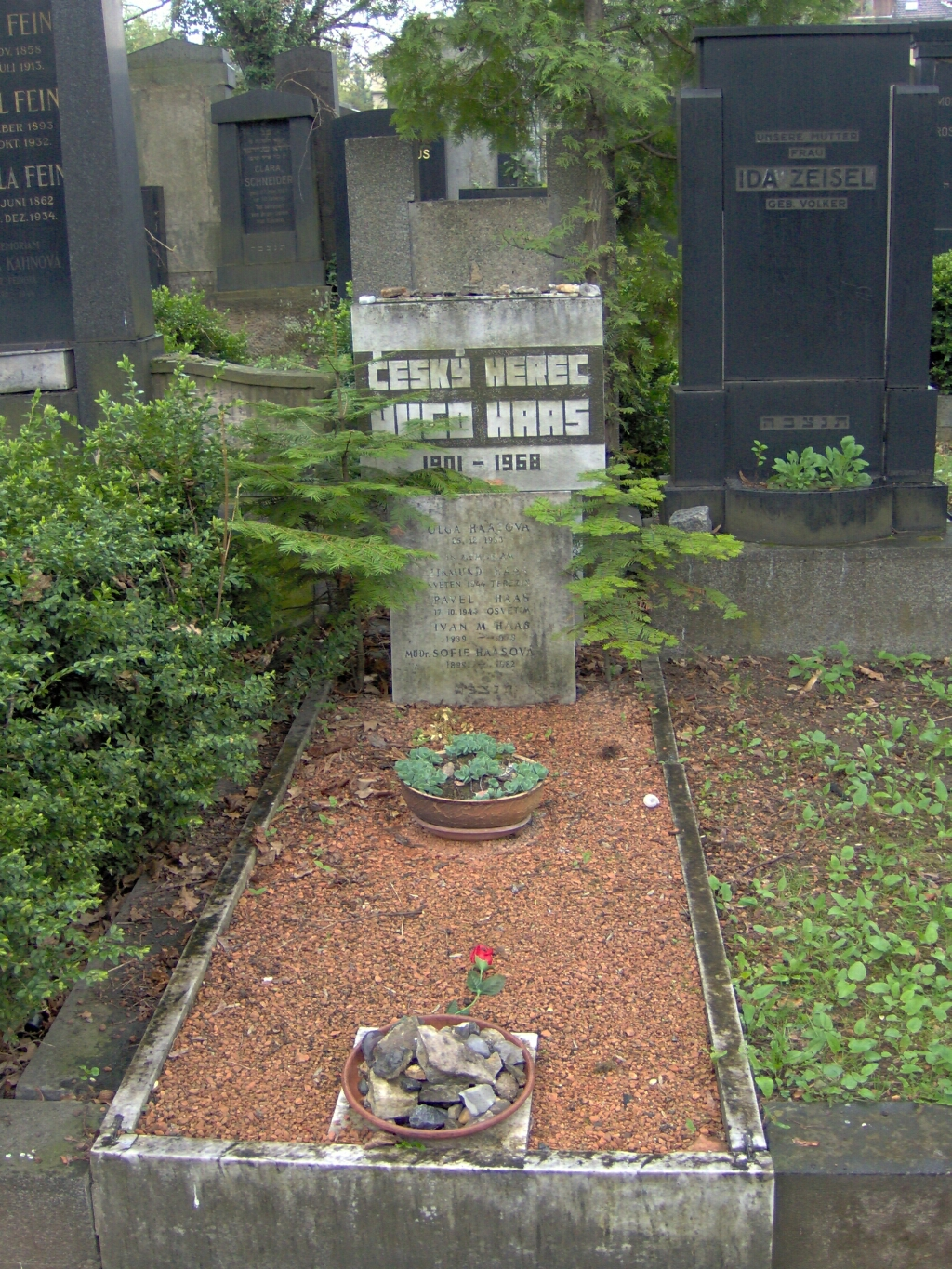
Mormântul lui Hugo Haas în cimitirul evreiesc din Brno

### Companie de producție
Primul film american al lui Haas a fost finanțat din propriul său buzunar cu 85.000 de dolari americani. Succesul financiar al filmului Pickup a dus la crearea companiei independente Hugo Haas Productions, pe care a folosit-o pentru a produce 12 dintre cele 14 filme americane din 1951 până în 1959. Studiourile independente nu erau atipice în acest moment, însă procedurile de operare ale lui Haas erau. Și-a finanțat propriile filme, iar bugetele erau foarte mici în comparație cu majoritatea costurilor de la Hollywood. În timp ce bugetele filmelor sale au variat de obicei între 80.000 de dolari și 100.000 de dolari, costul mediu pentru un film de la Hollywood în 1955 a fost de 1,5 milioane de dolari. Afacerile lui erau riscante; el nu și-a asigurat acordurile de distribuție cu studiouri mai mari decât după ce filmele erau produse, uneori amânând lansarea lor cu luni sau chiar ani. În timp ce studiourile de la Hollywood practicau diviziunea muncii, cu roluri bine definite și distincte pentru muncitori, Haas a fost descris ca o „echipă de producție cu un singur om”, care a finanțat, produs, scris și regizat toate producțiile sale.

### Revenirea în Europa
La sfârșitul anilor 1950, Haas s-a întors în Europa. După o scurtă ședere în Italia, s-a stabilit la Viena în 1961, unde a avut apariții ocazionale la televiziune. Cu excepția unei scurte vizite în timpul sărbătoririi centenarului Teatrului Național din Praga în 1963, el nu s-a întors niciodată în patria sa. A fost înmormântat în Brno. Soția sa, Maria, a murit în 2009, la vârsta de 92 de ani.

## Filmografie (selecție)

### Ca regizor

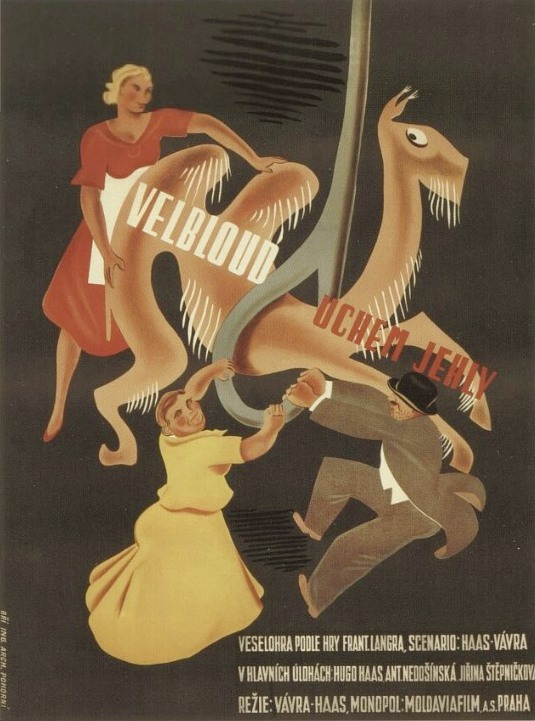
Afișul filmului Cămila prin urechea unui ac (Velbloud uchem jehly)

- Cămila prin urechea unui ac (Velbloud uchem jehly, 1936)
- Děvčata, nedejte se! (1937)
- Kvočna (1937)
- Co se šeptá (1938)
- Skeleton on Horseback (Boala albă) (1937)
- Pickup (1951)
- The Girl on the Bridge (1951)
- Strange Fascination (1952)
- One Girl's Confession (1953)
- Thy Neighbor's Wife (1953)
- Bait (1954)
- The Other Woman (1954)
- Hold Back Tomorrow (1955)
- Edge of Hell (1956)
- Hit and Run (1957)
- Lizzie (1957)
- Night of the Quarter Moon (1958)
- Born to Be Loved (1959)
- Paradise Alley (1962)

### Ca actor
- The Eleventh Commandment⁠(d) (1925) - Jirí Voborský
- From the Czech Mills⁠(d) (1925) - Baron Zachariás Zlámaný
- Když struny lkají⁠(d) (1930) - a gentleman in a bar
- The Last Bohemian⁠(d) (1931) - MUDr. Katz
- Muži v offsidu⁠(d) (1931) - Načeradec
- Načeradec, král kibicu (1931) - Richard Načeradec, om de afaceri
- Kariéra Pavla Camrdy (1931) - Vokoun
- Obrácení Ferdyše Pištory (1932) - Richard Rosenstok, bancher
- Zapadlí vlastenci (1932) - Adam Hejnu, cizmar
- Madla z cihelny (1933) - Jan Dolanský
- The House in the Suburbs⁠(d) (1933) - Zajícek
- Její lékar (1933) - Pavel Hodura, painter
- Life Is a Dog⁠(d) (1933) - Skladatel Viktor Honzl / Prof. Alfréd Rokos
- Sister Angelika⁠(d) (1933) - Pavel Ryant
- Okénko (1933) - Lecturer Jakub Johánek
- The Last Man⁠(d) (1934) - Prof. Alois Kohout
- The Little Pet⁠(d) (1934) - Dr. Alois Pech, vezenský knihovník
- Long Live with Dearly Departed⁠(d) (1935) - Petr Suk
- The Eleventh Commandment⁠(d) (1935) - Jiri Vobosky
- Paradise Road⁠(d) (1936) - Tobiás
- The Seamstress⁠(d) (1936) - Francois Lorrain - Parisian fashion king
- Three Men in the Snow⁠(d) (1936) - Továrník Eduard Bárta
- Devcata, nedejte se! (1937) - Prof. Emanuel Pokorný
- Morality Above All Else⁠(d) (1937) - Professor Antonín Karas
- Andula Won⁠(d) (1937) - Pavel Haken
- The White Disease (1937) - Dr. Galen
- Co se šeptá (1938) - Vilém Gregor
- Svět kde se žebrá⁠(d) (1938) - Josef Dostál, beggar-millionaire
- Camel Through the Eye of a Needle⁠(d) (1939) - Žebrák Josef Pešta
- Days of Glory⁠(d) (1944) - Fedor
- Summer Storm⁠(d) (1944) - Anton Urbenin
- Strange Affair⁠(d) (1944) - Domino / Constantine
- Mrs. Parkington⁠(d) (1944) - Balkan King (uncredited)
- The Princess and the Pirate⁠(d) (1944) - Proprietor 'Bucket of Blood'
- Secret Documents⁠(d) (1945) - Morenius
- A Bell for Adano⁠(d) (1945) - Father Pensovecchio
- Jealousy⁠(d) (1945) - Hugo Kral
- Dakota⁠(d) (1945) - Marko Poli
- What Next, Corporal Hargrove?⁠(d) (1945) - Mayor Quidoc
- Two Smart People⁠(d) (1946) - Señor Rodriquez
- Holiday in Mexico⁠(d) (1946) - Angus, Evans' butler
- The Private Affairs of Bel Ami (1947) - Monsieur Walter
- Fiesta⁠(d) (1947) - Maximino Contreras
- Northwest Outpost⁠(d) (1947) - Prince Nickolai Balinin
- The Foxes of Harrow⁠(d) (1947) - Otto Ludenbach
- Merton of the Movies⁠(d) (1947) - Von Strutt - Director
- My Girl Tisa⁠(d) (1948) - Tescu
- Casbah⁠(d) (1948) - Omar
- For the Love of Mary⁠(d) (1948) - Gustav Heindel
- The Fighting Kentuckian⁠(d) (1949) - Gen. Paul De Marchand
- King Solomon's Mines⁠(d) (1950) - Van Brun, aka Smith
- Vendetta⁠(d) (1950) - Brando - a Bandit
- Pickup⁠(d) (1951) - Jan Horak
- The Girl on the Bridge⁠(d) (1951) - David
- Strange Fascination⁠(d) (1952) - Paul Marvan
- One Girl's Confession⁠(d) (1953) - Dragomie Damitrof
- Thy Neighbor's Wife⁠(d) (1953) - Town Judge Raphael Vojnar
- Bait⁠(d) (1954) - Marko
- The Other Woman⁠(d) (1954) - Walter Darman
- Edge of Hell⁠(d) (1956)- Valentine
- Hit and Run⁠(d) (1957) - Gus Hilmer / Twin Brother
- Lizzie⁠(d) (1957) - Walter Brenner
- Born to Be Loved⁠(d) (1959) - Prof. Brauner
- Paradise Alley⁠(d) (1962) - Mr. Agnus